# Kyrgyzsaurus
Kyrgyzsaurus es un extinto género de drepanosáurido arcosauromorfo que vivió en el Triásico de lo que ahora es Asia; sus restos se han encontrado en el sudoeste de Kirguistán.

## Descubrimiento
Kyrgyzsaurus se conoce solo por el espécimen holotipo, la parte anterior del esqueleto incluyendo el cráneo, las vértebras cervicales y la parte anterior de las dorsales, costillas, cintura pectoral e improntas de la piel. El holotipo se encontró en la Formación Madygen, datada a fines del Carniense o principios del Ladiniense a finales del período Triásico Medio o principios del Triásico Superior, hace unos 230-225 millones de años. Por tanto, se trata del drepanosáurido más antiguo conocido. Kyrgyzsaurus también es el primer género de drepanosáurido asiático.

## Etimología
Kyrgyzsaurus fue nombrado oficialmente por V. R. Alifanov and E. N. Kurochkin en 2011 y la especie tipo es Kyrgyzsaurus bukhanchenkoi. El nombre genérico viene del país Kirguistán, y del griego sauros, "lagarto". El nombre específico honra a Bukhanchenko por haber encontrado el holotipo.